# たかはしようこ
たかはし ようこは日本の写真家。2008年東京綜合写真専門学校卒業。
東京綜合写真専門学校の卒業制作は『すくってはこぼれ、すくってはこぼす』であり、この作品について、飯沢耕太郎は、写真のセンスやタイトルが作品に噛み合っていることを評価している。

## 受賞
第30回ひとつぼ展写真部門入選